# Journal (1887-1910)
Pour les articles homonymes, voir Journal (homonymie).
Le Journal, 1887-1910 est un journal intime rédigé par Jules Renard de 1887 au 6 avril 1910. Il est publié de manière posthume de 1925 à 1927 en cinq volumes aux éditions Bernouard sous la direction d'Henri Bachelin.

## Contenu
Les premières notes du Journal sont rédigées dans le courant du premier semestre 1887 ; la dernière est datée du 6 avril 1910, un mois et demi avant la mort de Jules Renard.
Les thèmes abordés sont très variés, sans transition d'une note à l'autre. Il est possible de rassembler la plupart des mentions du Journal autour de grandes thématiques :
- la vie parisienne et les relations de Jules Renard avec le monde de la littérature et du théâtre, microcosme dans lequel chacun se surveille et se jauge[2] ;
- les relations de Jules Renard avec les membres de sa famille, reconnaissables malgré les noms fictifs employés, où il se montre très sévère[1] et règle quelques comptes[3] ;
- la vie quotidienne à Chitry-les-Mines où Jules Renard possède une maison et dont il est maire de 1904 à sa mort en 1910[4] ;
- les éléments dispersés dans le Journal qui sont repris de manière plus organisée dans d'autres œuvres comme Histoires naturelles, Bucoliques ou Ragotte[5].
- les commentaires misogynes ou sexistes, sur le caractère des femmes inconnues ou célèbres. Ses commentaires haineux et méprisants sont à attribuer à la culture masculine française[réf. nécessaire] ainsi qu'à la persécution maternelle dont Renard a été la victime, sous l'oeil complaisant du père.

## Commentaires
Les frères Goncourt publient leur journal en 1887. C'est l'année où Jules Renard, peut-être sous cette inspiration, commence à rédiger le sien. Renard se livre beaucoup plus personnellement dans son journal que les Goncourt, qui se focalisent davantage sur le monde qui les entoure.
La société littéraire à l'époque de Jules Renard est constituée en différents groupes, ou clans. L'auteur s’intègre à beaucoup d'entre eux, ce qui fait de son Journal une œuvre d'historien précieuse. Évoluer dans ce monde exige de la part de Jules Renard de la diplomatie, voire des compromissions auxquelles il est mal préparé. Il ne peut se livrer véritablement que dans l'intimité de son journal.
En 1999, le Journal est classé parmi les « cent livres du siècle », classement établi par la Fnac et Le Monde.

## Genèse de l'œuvre et éditions
Le manuscrit du Journal comportait vraisemblablement 54 cahiers de tailles diverses, petits les premières années, plus volumineux par la suite, même si certaines personnes, dont Paul Léautaud, évoquent 73 livrets. Il est impossible d'en donner une description plus précise, l'ensemble de ce manuscrit ayant disparu, probablement détruit par la veuve de Jules Renard.
Marie Renard était en effet défavorable à la publication du journal de son mari, redoutant sans doute que certains passages ne blessent des personnes toujours vivantes à ce moment et qui, pour nombre d'entre elles, étaient de ses amis. Elle ne s'y résolut qu'après avoir opéré des coupes dans le manuscrit, auxquelles s'ajoutent d'autres coupes décidées par Henri Bachelin, responsable de la première parution. Les éditions imprimées du Journal ne représentent donc que des « morceaux choisis » du manuscrit. Ce choix de présentation est peut-être d'ailleurs celui qu'aurait retenu Jules-Renard lui-même : une sélection des passages, assortie d'une réécriture.
La publication originale date de 1925-1927, dans cinq des dix-sept volumes des Œuvres complètes aux éditions Bernouard, sous la direction d'Henri Bachelin.
Plusieurs rééditions suivent, toujours basées sur le texte de l'édition de 1925-27, seule source disponible. Parmi elles, celle de 1935 chez Gallimard, qui fait connaître auprès du grand public le Journal de Jules Renard, ou celle de 1960 (cinquantenaire de la mort de Jules Renard), dans la collection de la bibliothèque de la Pléiade, supervisée par Léon Guichard et Gilbert Sigaux.

## Éditions de florilèges
De nombreuses éditions sont publiées d'extraits ou de florilèges du Journal. Par exemple , en 1946 paraît L'Esprit de Jules Renard, extraits du "Journal", choisis et préfacés par André Joire.  En 1984, en version poche, 10/18 en publie 4 tomes. Plus récemment, les éditions du Sonneur en 2009 publient des extraits dans l'ouvrage Leçons d’écriture et de lecture. Les éditions Librio en 2010, à l'occasion du centenaire de sa mort, proposent une édition de « morceaux choisis par Joseph Vebret » à prix très modique.

## Adaptations

### Bande dessinée
- Fred (ill. Fred), Le Journal de Jules Renard lu par Fred, Flammarion, 1992, 140 p.Réédition en 2014 par Dargaud

### Album jeunesse
- Le Journal de Jules Renard, tamisé et illustré par Agnès Rosenstiehl, Seuil jeunesse, 2004  (ISBN 9782020541602)

### Théâtre
- 1952 : Journal de Jules Renard, théâtre de la Tomate, Paris. Adaptation de Robert Rocca et Simon Rouzié, musique de Michel Méry, avec Jean Carmet et Louis de Funès ;
- 2008-2010 : J’ai le cœur plein de feuilles mortes. Adaptation de Patrick Fay, avec Patrick Fay.

## Pour approfondir